# Râul Aluniș, Bertea
Râul Aluniș este un curs de apă, afluent al râului Bertea. 

## Hărți
- Harta Județului Prahova
- Harta Muntii Grohotiș [nefuncțională – arhivă]